# Hubert Minnis
E. M. H. Dr. Hubert Alexander Minnis es un médico y político bahameño que fue Primer Ministro de las Bahamas desde mayo de 2017 hasta septiembre de 2021, siendo sucedido por Philip Davis. Ejerció el cargo hasta el 17 de septiembre de 2021, luego de que sea partido sufriera una derrota electoral. Minns funge como líder del Movimiento Nacional Libre (MLN), siendo el actual líder de la oposición, y es miembro del Parlamento por la circunscripción de Nueva Providencia de Killarney.

## Educación
Después de obtener su título de doctor en medicina de la Universidad de las Indias Occidentales y MRCOG de Londres en 1985, regresó a casa y comenzó a trabajar como médico en el Hospital Princess Margaret, donde se desempeñó como consultor y Jefe del Departamento de Obstetricia y Ginecología y también como Jefe Adjunto de Personal.

## Primer ministro (2017-2021)
Minnis prestó juramento como primer ministro el 12 de mayo de 2017 y presentó su gabinete el 15 de mayo.

### Huracán Dorian
El mayor desafío de Minnis fue el huracán Dorian en 2019, que mató al menos a 70 personas y devastó varias islas. Fue muy criticado por la pobre respuesta de su gobierno a la catástrofe, y lidió con las acusaciones de que el gobierno de las Bahamas desvió donaciones de socorro a cuentas personales, y almacenó ayuda y donó materiales de construcción. El número de 70 muertos es muy debatido, ya que los relatos de testigos presenciales y los testimonios de trabajadores humanitarios y civiles sitúan la cifra real en torno a los 2.000. La cifra de 70 muertos solo se refería a los cuerpos identificados, ya que asentamientos como los Mudd y Pigeon Peas fueron destruidos y la mayoría de los habitantes eran inmigrantes haitianos indocumentados. También hay relatos de fosas comunes que las autoridades bahameñas han cavado, en las que se ha ordenado a los reporteros mantener el secreto y destruir sus cámaras.

### Relaciones exteriores
Su gobierno se alineó con el de Estados Unidos en las relaciones internacionales. Sobre Venezuela, se negó a reconocer al presidente Nicolás Maduro y apoyó a Juan Guaidó, un líder de la oposición. Él y otros líderes caribeños proestadounidenses asistieron a una cumbre con Donald Trump en marzo de 2019 para definir una política común sobre la situación en Venezuela y las "prácticas económicas depredadoras" de China.

### Elecciones generales de 2021
En agosto de 2021, Minnis convocó elecciones anticipadas, menos de un año antes de la fecha prevista. Aunque Minnis mantuvo su escaño, el FNM lo perdió por una victoria aplastante y él lo concedió.